# Sklop kuća Ivičević u Drveniku
Sklop kuća Ivičević nalazi se u Drveniku.

## Opis
U središtu naselja Drvenik, uz samu obalu sagrađen je sklop danas ruševnih kuća koje su pripadale uglednoj obitelji Ivičević. Sklop čine dvije stambeno-gospodarske dvokatnice s potkrovljem koje su izgrađene jedna uz drugu u 19. stoljeću, zabatima okrenute prema jugu. Južno pred kućama sagrađeno je gospodarsko prizemlje sa zajedničkom terasom na svodovima, pod kojim su postojala gospodarska postrojenja. Terasa je na zapadu imala odrinu na kamenim stupićima.

## Zaštita
Pod oznakom Z-5297 zaveden je kao nepokretno kulturno dobro - pojedinačno, pravna statusa zaštićena kulturnog dobra.